# Diocesi di Papantla
La diocesi di Papantla (in latino Dioecesis Papantlensis) è una sede della Chiesa cattolica in Messico suffraganea dell'arcidiocesi di Jalapa. Nel 2023 contava 1.005.750 battezzati su 1.142.898 abitanti. È retta dal vescovo José Trinidad Zapata Ortiz.

## Territorio

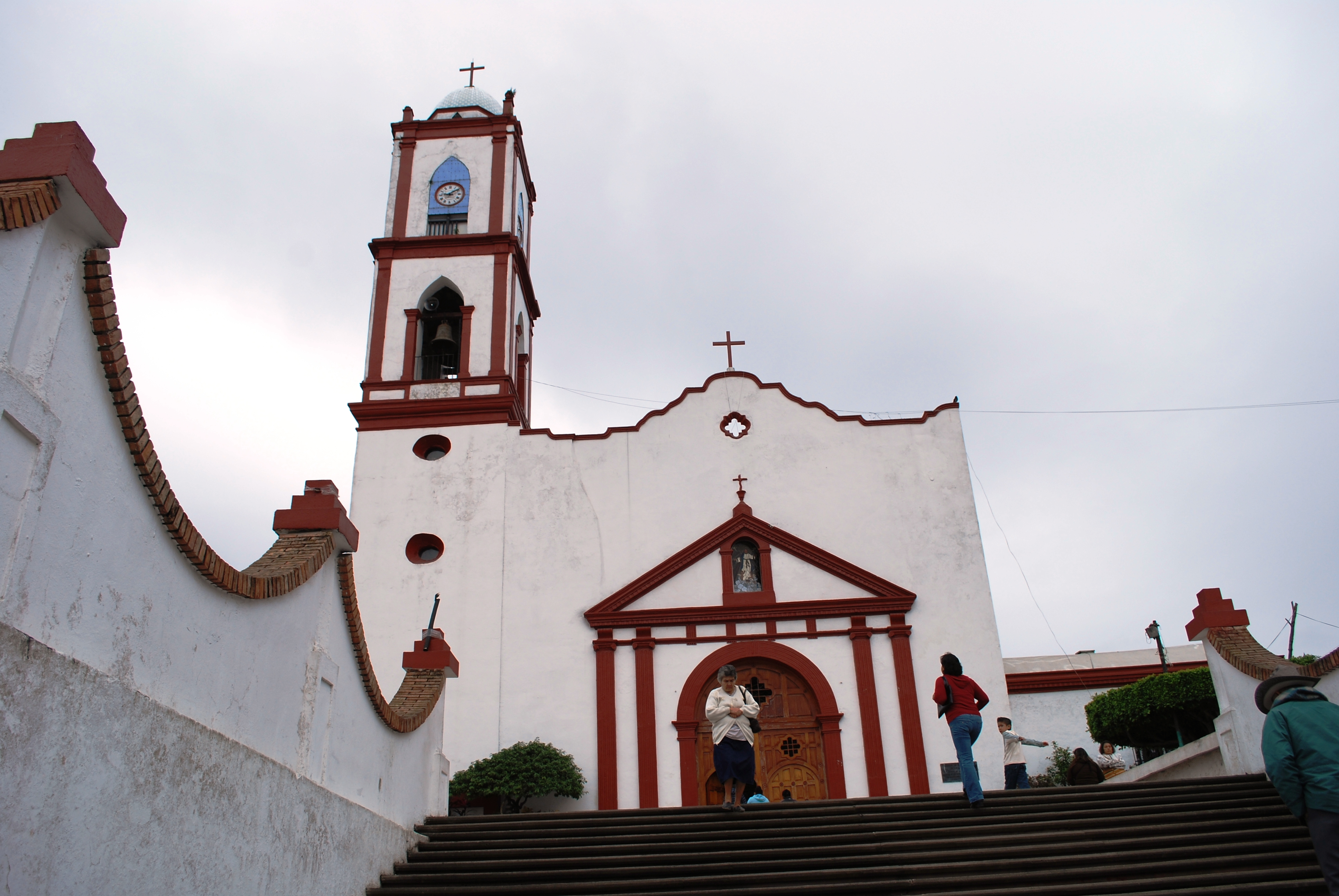
L'ex cattedrale dell'Assunta di Papantla.

La diocesi comprende 22 comuni nella parte settentrionale dello stato messicano di Veracruz e 4 comuni dello stato di Puebla.
Sede vescovile è la città di Teziutlán, dove si trova la cattedrale di Nostra Signora Assunta. A Papantla de Olarte, capoluogo del comune di Papantla, sorge l'ex cattedrale anch'essa dedicata a Nostra Signora Assunta.
Il territorio si estende su una superficie di 12.000 km² ed è suddiviso in 61 parrocchie.

## Storia
La diocesi è stata eretta il 24 novembre 1922 con la bolla Orbis catholici di papa Pio XI, ricavandone il territorio dalla diocesi di Ciudad Victoria o Tamaulipas (oggi diocesi di Tampico) e dalla diocesi di Veracruz o Jalapa (oggi arcidiocesi di Jalapa).
Il 19 giugno 1931 per effetto del decreto Excellentissumus Dominus della Sacra Congregazione Concistoriale la diocesi incorporò due parrocchie che erano appartenute all'arcidiocesi di Puebla de los Ángeles e la sede vescovile fu spostata da Papantla a Teziutlán.
Originariamente suffraganea dell'arcidiocesi di Puebla de los Ángeles, il 29 giugno 1951 è entrata a far parte della provincia ecclesiastica di Jalapa.
Il 20 maggio 1960, con la lettera apostolica Peculiari studio, papa Giovanni XXIII ha proclamato la Beata Maria Vergine del Monte Carmelo (Beata Maria Virgo de Monte Carmelo) patrona principale della diocesi.
Il 9 giugno 1962 ha ceduto una porzione del suo territorio a vantaggio dell'erezione della diocesi di Tuxpan.

## Cronotassi dei vescovi
Si omettono i periodi di sede vacante non superiori ai 2 anni o non storicamente accertati.
- Nicolás Corona y Corona † (11 dicembre 1922 - 8 gennaio 1950 deceduto)
- Luis Cabrera Cruz † (14 dicembre 1950 - 25 agosto 1958 nominato vescovo di San Luis Potosí)
- Alfonso Sánchez Tinoco † (6 febbraio 1959 - 19 ottobre 1970 deceduto)
- Sergio Obeso Rivera † (30 aprile 1971 - 15 gennaio 1974 nominato arcivescovo coadiutore di Jalapa[2])
- Genaro Alamilla Arteaga † (13 luglio 1974 - 26 gennaio 1980 ritirato)
- Lorenzo Cárdenas Aregullín (30 ottobre 1980 - 2 maggio 2012 ritirato)
- Jorge Carlos Patrón Wong (2 maggio 2012 succeduto - 21 settembre 2013 nominato segretario della Congregazione per il clero con delega per i seminari)
- José Trinidad Zapata Ortiz, dal 20 marzo 2014

## Statistiche
La diocesi nel 2023 su una popolazione di 1.142.898 persone contava 1.005.750 battezzati, corrispondenti all'88,0% del totale.
| anno | popolazione | popolazione | popolazione | presbiteri | presbiteri | presbiteri | presbiteri                | diaconi | religiosi | religiosi | parrocchie |
| anno | battezzati  | totale      | %           | numero     | secolari   | regolari   | battezzati per presbitero | diaconi | uomini    | donne     | parrocchie |
| ---- | ----------- | ----------- | ----------- | ---------- | ---------- | ---------- | ------------------------- | ------- | --------- | --------- | ---------- |
| 1950 | 225.000     | 280.000     | 80,4        | 32         | 32         |            | 7.031                     |         |           | 85        | 22         |
| 1966 | 500.000     | 525.000     | 95,2        | 54         | 52         | 2          | 9.259                     |         |           | 171       | 19         |
| 1968 | 500.000     | 525.000     | 95,2        | 62         | 62         |            | 8.064                     |         | 4         | 173       | 19         |
| 1976 | 600.000     | 650.000     | 92,3        | 56         | 54         | 2          | 10.714                    |         | 5         | 205       | 23         |
| 1980 | 1.010.964   | 1.167.176   | 86,6        | 60         | 60         |            | 16.849                    |         | 3         | 174       | 31         |
| 1990 | 1.500.000   | 1.850.000   | 81,1        | 63         | 60         | 3          | 23.809                    |         | 3         | 150       | 37         |
| 1999 | 1.752.667   | 2.046.277   | 85,7        | 99         | 97         | 2          | 17.703                    |         | 5         | 155       | 41         |
| 2000 | 1.752.667   | 2.046.277   | 85,7        | 104        | 102        | 2          | 16.852                    |         | 5         | 155       | 41         |
| 2001 | 1.752.667   | 2.046.277   | 85,7        | 84         | 83         | 1          | 20.865                    | 1       | 1         | 151       | 44         |
| 2002 | 1.336.419   | 1.589.137   | 84,1        | 83         | 82         | 1          | 16.101                    | 1       | 1         | 151       | 43         |
| 2003 | 1.229.330   | 1.581.924   | 77,7        | 85         | 85         |            | 14.462                    |         |           | 135       | 49         |
| 2004 | 1.380.738   | 1.799.648   | 76,7        | 85         | 84         | 1          | 16.243                    | 1       | 1         | 142       | 50         |
| 2013 | 1.744.000   | 2.157.000   | 80,9        | 101        | 101        |            | 17.267                    | 1       |           | 134       | 58         |
| 2016 | 894.826     | 1.163.978   | 76,9        | 94         | 94         |            | 9.519                     |         |           | 108       | 66         |
| 2019 | 935.400     | 1.239.250   | 75,5        | 93         | 93         |            | 10.058                    |         |           | 104       | 64         |
| 2021 | 965.234     | 1.135.563   | 85,0        | 93         | 93         |            | 10.378                    |         |           | 96        | 59         |
| 2023 | 1.005.750   | 1.142.898   | 88,0        | 91         | 91         |            | 11.052                    |         |           | 86        | 61         |